# Coelioxys alayoi
Coelioxys alayoi is een vliesvleugelig insect uit de familie Megachilidae. De wetenschappelijke naam van de soort is voor het eerst geldig gepubliceerd in 2001 door Genaro.